# 小槙まこ
小槙 まこ（こまき まこ、1994年10月6日 - ）は、日本の女優。
大分県出身。BLUE LABEL所属。2014年にドリームプラスの女優発掘オーディションに合格してデビュー。

## 出演

### テレビドラマ
- フィッシャーマンズ・ブルース（テレビ朝日、2014年）
- 青春探偵ハルヤ～大人の悪を許さない!～（読売テレビ、2015年）レギュラー出演
- 女性作家ミステリーズ 「美しき三つの嘘」第3話（フジテレビ、2016年）
- スミカスミレ～45歳若返った女～（テレビ朝日、2016年）レギュラー出演
- 特命係長只野仁AbemaTVオリジナル（AbemaTV、2017年）
- ひよっこ（NHK、2017年）
- ふらり松尾芭蕉（フジテレビ、2017年）
- だから私はメイクする（テレビ東京、2020年10月8日 - 11月12日） - 新井晴美 役
- 和田家の男たち 第5話（テレビ朝日、2021年11月19日）
- 婚活探偵 第5話・第6話（BSテレ東、2022年2月5日・12日）
- 仮面ライダーリバイス 第22話・第23話・最終話（テレビ朝日、2022年2月13日・20日・8月28日） - 富永真由 役
- 波よ聞いてくれ 第1話（テレビ朝日、2023年4月21日）
- ミス・ターゲット（朝日放送テレビ・テレビ朝日、2024年4月21日 - 6月16日） - 稲垣歩美 役[3]
- 過保護な若旦那様の甘やかし婚 最終話（2024年6月28日、MBS） - ドアウーマン 役

### ウェブ配信
- はだか拳（2021年8月30日、Xstream46） - 吉村あきら 役[4]

### 映画
- ガールズ・ステップ（2015年9月12日公開、東映）
- TOKYO CITY GIRL 2016『LOCAL→TOKYO』（2016年）
- ONLY SILVER FISH- WATER TANK OF MARY'S ROOM（2018年11月24日公開） - バレッタの女 役[5]
- 葵ちゃんはやらせてくれない（2021年5月15日、キングレコード）‐葵ちゃん役[6][7]

### 舞台
- 最後のサムライ（2015年、天王洲 銀河劇場）
- 浪漫活劇譚「艶漢」（2016年、シアターサンモール）
- 男たちの楽園-NEXT STAGE（2016年、TACCS1179）
- ポセイドンの牙（2016年、紀伊國屋ホール）
- 歌謡倶楽部「艶漢」（2016年、サンシャイン劇場）
- ふわふわプカプカパリンバリン（2016年、下北沢小劇場B1）
- 「青の祓魔師」島根イルミナティ篇（2017年、Zeppブルーシアター六本木/新神戸オリエンタル劇場）- 朴朔子 役
- ONLY SILVER FISH（2018年、紀伊國屋ホール）[8]
- 歌謡倶楽部「艶漢」第二幕（2018年、東京キネマ倶楽部）　※日替わりゲスト出演
- けものフレンズ「JAPARI STAGE!」（2019年9月27日 - 10月6日、品川プリンスホテル クラブeX） - シベリアン・ハスキー 役
- イケメン源氏伝 あやかし恋えにし ～義経ノ章～（2020年2月14日 - 20日、三越劇場） - 由乃 役
- ナポリの男たちch特別回『舞台・ナポリの男たち』（2021年7月8日 - 19日、ヒューリックホール東京） - すぐる/秀条まな/信子/町娘 役
- 無情報 結成10周年記念公演「BILL'S BILLS BUILDS」（2024年6月20日 - 23日、CBGKシブゲキ!!）[9]
- 舞台「MY ROOM IS MINE!!」（2024年9月4日 - 8日、小劇場B1）[10]
- TAIYO MAGIC FILM「LA.LA.LA」（2024年7月17日 - 21日、コフレリオ 新宿シアター）[11]

### CM
- ポッポおじさんの大分からあげ
- NTT西日本「マイグレーション ～キリカエ 篇～」
- サッポロ「ホワイトベルグ フォトグラファー編」
- 大幸薬品「クイックC」WEB-CM
- 日本マクドナルド「マックフルーリー 超オレオ(r) 超ザクザク!」篇[12]

### MV
- Shout it out「道を行け」[13]